# كتب فالانكورت
كتب فالانكورت (بالإنجليزية: Valancourt Books)‏ هي دار نشر أمريكية مستقلة أسسها جيمز جينكنز وراين كيجل عام 2005. تتخصص الشركة في "إعادة اكتشاف الخيال النادر والمهمل والذي توقفت طباعته"، ولا سيما الأدب المثلي وروايات الرعب والروايات القوطية من القرن الثامن عشر حتى ثمانينيات القرن العشرين.

## وصلات خارجية
- الموقع الرسمي
 (بالإنجليزية)